# Aethes sonorae
Aethes sonorae es una especie de polilla del género Aethes, categorizada en la tribu Cochylini, de la subfamilia Tortricinae.

## Distribución
Se distribuye por México.

## Taxonomía
Fue descrita por Walsingham en 1884 y publicada en (Conchylis), Trans. ent. Soc. Lond. 1884: 130.